# MOHU Budapest Zrt.
A MOHU Budapest Zrt. egy magyar hulladékgazdálkodással foglalkozó vállalat, mely a MOL Magyar Olaj- és Gázipari Nyrt. leányvállalataként, a MOHU MOL Hulladékgazdálkodási Zrt.-vel párhuzamosan jött létre.

## Története
2022-ben a MOL és Budapesti Közművek felearányú részesedésével létrejött budapesti székhelyű koncessziós társaság, a MOHU Budapest Zrt. a 2022 nyarán elnyert koncessziós pályázat értelmében 2023. július 1-jétől 35 évig irányítja Magyarországon a települési lakossági és ipari eredetű szilárd hulladékgazdálkodást: hulladékgyűjtést, továbbá annak újrahasznosítással vagy ártalmatlanítással történő kezelését. A Budapesti Közművek FKF Köztisztasági Divíziójától pedig átvette a Fővárosi Hulladékhasznosító Mű és a Pusztazámori Regionális Hulladékkezelő Központ üzemeltetését. (A fővárosban és Budaörsön a szilárd hulladék begyűjtése és a főváros kezelésében álló közterületek takarítása az FKF feladata maradt.)
A cég közvetlen jogelődje az FKF Nonprofit Zrt. volt, tőle vette át 2023 nyarán a hulladékgazdálkodási feladatokat, ezzel az állam után egy magáncég vált az elsődleges fővárosi hulladékkezeléssel foglalkozó szakvállalkozássá. A céggel az állam 35 évre kötött koncessziós szerződést, ennek értelmében a cég a körforgásos termékből képződő hulladék átvétele, gyűjtése, elszállítása, előkezelése, kereskedelme és kezelésre történő átadása mellett gondoskodik az érintett hulladékgazdálkodási létesítmények hatékony igénybevételéről és üzemeltetéséről. A hulladékkezeléshez szükséges engedélyekkel viszont a szerződés megkötésekor sem rendelkezett a cég, amit azzal magyaráztak, hogy ezekkel az alvállalkozóiknak kell rendelkezniük, magának a MOHU-nak nem, noha a szerződésben az alvállalkozókra semmilyen kitétel nem vonatkozott. Utóbb az Alkotmánybíróság is jogosnak ítélte, hogy a MOL mulasztott az engedélyek elmulasztásával, de ettől függetlenül ez nem befolyásolta a MOHU működését. Kiderült, hogy a MOHU és a NAV között létrejött egy olyan szerződés, mely szerint a MOHU kérésére és elvárása szerint az adóhivatal ellenőrzi a fémkereskedőket, amiért pénzt kap. Többek, mint a Magyar Fémkereskedők Szakmai Egyesületének (MFSZE) elnöke szerint jogilag aggályos egy ilyen megállapodás. Az állam utóbb is számos alkalommal „nézte el” a MOHU adminisztratív hiányosságait vagy vitatható ügyintézéseit, melyekhez utólagos jogalkotással is hozzájárult.

### REpont

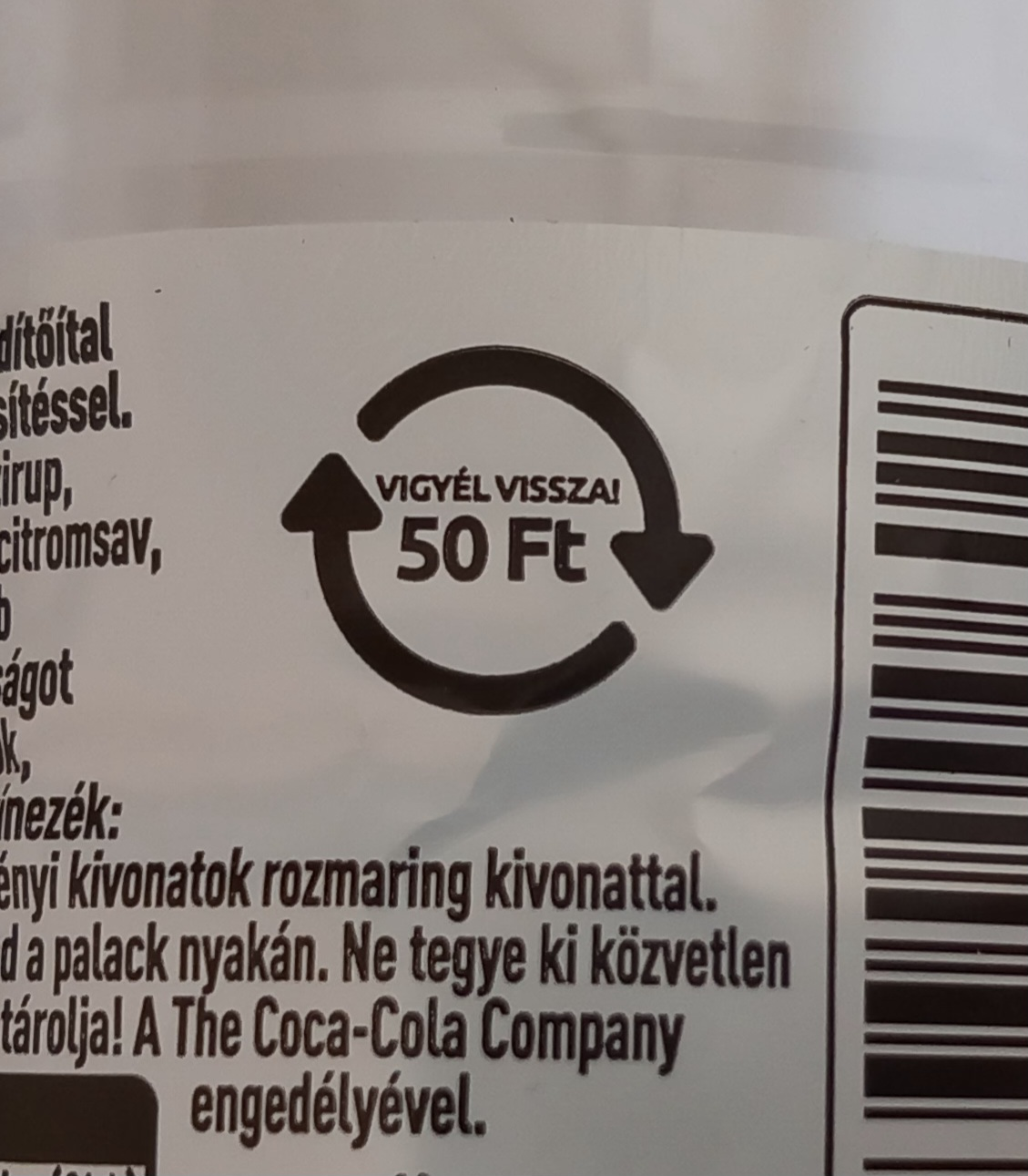
REpont visszaváltási jel egy üdítős palackon

2024. január 1-jétől ígérte a MOHU az eldobható italcsomagolások, így a fémdobozok, illetve a műanyag és az üvegpalackok új rendszerű visszaválthatóságát. Eszerint minden 400 négyzetméternél nagyobb élelmiszerüzlet köteles visszaváltó-automatákat, úgynevezett „REpontokat” létesíteni, ehhez különböző kapacitású gépeket kell a boltoknak beszerezniük, ahol minden visszaváltható palack és üveg után 50 forint jár vissza. A visszaváltási rendszer azonban hónapokat csúszott a meghirdetett időponthoz képest, csak július 1-től kezdtek megjelenni nagy tételben az új rendszerben visszaváltásra jogosult termékek. Utóbb egy appot is létrehoztak, mellyel a bankszámlára lehet utalni a visszatérített 50 forintot. A visszatéríthető összeg miatt azonban nagyon sokan kívánták az üres palackjaikat visszaváltani, ami miatt hosszú sorok és meghibásodó gépek kísérték a visszaváltás rendszerét. A boltok ezért ahol lehet áthelyezték az automatákat az eladóterekből és még az üzletek előteréből is. 
Nem sokkal ezután 5000 forintban limitálták az egy alkalommal visszaváltható palackok értékét. Ezen kívül csak Magyarországon van érvényben az a rendszer Európában, ahol a hulladékkezelő nem a begyűjtött mennyiség után kapja meg a visszaváltási díjat a visszaváltható palackokért, hanem már a forgalomba kerülés pillanatában. Ezért a MOHU a vissza nem váltott palackok után 2024-ben közel 33 milliárd forint pluszbevételre tett szert. Ezt az összeget a jogszabályok szerint csak visszaváltó infrastruktúrára költhetik, a MOHU reakciója szerint viszont a már kihelyezett REpont-automatákon felül nem kívánnak újabb gépeket kihelyezni kistelepüléseken, inkább a „kézi visszaváltást” támogatják. Ezen kívül önhatalmúlag változtatnának az üzleteknek palackonként fizetendő díjjakon, amit az Országos Kereskedelmi Szövetség (OKSZ) bírált, mivel a nagy kereskedelmi láncoknál, ahol a legtöbb visszaváltás történik, ez már eddig is veszteségesen és rosszul üzemelt, nem fedezve az üzletek eziárnyú költségeit.

### Lomtalanítás
A MOHU 2024 decemberében lengette be, hogy a jövőben a lomtalanítás új rendszerben történne, eszerint a korábbi gyakorlat szerint a meghirdetett időpontban az utcára kitett lomokat a jövőben a kerületekben kijelölt gyűjtőpontokra kéne elvinni, ezzel kívánná a cég az utcai rendezetlenséget megszüntetni. A terv ugyanakkor számos kritikát és tisztázatlan kérdést felvetett: nem minden kerület tud lerakásra alkalmas területet biztosítani, a nagyobb, nehezebb lomok civil elszállítását sokan nem tudják megoldani, ezen kívül számos, nehéz szociális helyzetű személy a kirakott lomok révén jutott használati tárgyakhoz, amiktől az új rendszerben elesne.